# Pazyrykcultuur
De Pazyrykcultuur is een ijzertijdcultuur uit de 5e-3e eeuw v.Chr. in de republiek Altaj van Rusland. Ze volgde de Majemercultuur op, en vertegenwoordigt de jongste fase van de Scythische cultuur in Zuid-Siberië. De dragers van deze cultuur leefden in de republiek Altaj en aangrenzende gebieden van Kazachstan en Mongolië. De cultuur is vernoemd naar de Pazyrykvallei (Долина Пазырык, Dolina Pazyryk, rajon Oelagan, nabij het dorp Balyktyjoel).

## Vondsten
Onder de overblijfselen van de Pazyrykcultuur nemen enige grafheuvels of koergans een belangrijke plaats in, wier grafkamers door de permafrost werden bewaard. Deze leveren unieke inzichten over de cultuur van de Centraal-Aziatische ruiternomadenculturen van de ijzertijd. Er is een reeks van dergelijke necropolen bekend, waaronder de gelijknamige necropolis van Pazyryk, van Basjadar, Toejekta, Oelandryk, Polosmak en Berel. De grafheuvels werden in 1947 door Sergej Roedenko opgegraven.
Alle koergans laten een zeer vergelijkbare opbouw zien: ze hadden een steenophoping met een diameter van tot 50 meter, waaronder zich een tot zeven meter diep uitgegraven grafkamer van houten balken bevond. Het lichaam van de overledene was gebalsemd en de ingewanden verwijderd, en daarna bij de zuidelijke wand van de grafkamer in één van een uitgeholde boom gemaakte doodskist bijgezet. De vaak leeggeroofde grafkamers bevatten een grote verscheidenheid aan grafgiften: meubels, aardewerk, tassen, tapijten en zelfs muziekinstrumenten. Onder deze grafgiften bevindt zich het 189 × 200 cm zogenaamde Pazyryktapijt uit koergan 5, beschouwd als het oudste overgebleven geknoopte tapijt. De Pazyryk-harp uit koergan 2 is de oudste vondst van een hoekvormige harp in Noord-Azië. Ten noorden van de grafkamers werden meerdere prachtig opgetuigde paarden begraven. De gevonden kleding is van met bont afgezet vilt.
In de uit de koergans bekende kunst van de Pazyrykcultuur speelde de Scythische dierstijl een belangrijke rol. Naast het paard werd de griffioen vaak afgebeeld, naast een groot aantal geometrische motieven. Tijdelijke of permanente nederzettingen zijn nog niet gevonden. De drager van de Pazyrykcultuur waren waarschijnlijk nomadische ruiters. De doden zijn meest van een Europide type, naast enige Oost-Aziatische types. De lichamen zijn vaak uitbundig getatoeëerd, hetgeen de oudst bewaarde tatoeages ter wereld zijn. Een bekende vondst is de zogenaamde Oekokprinses, in 1993 gevonden in de koergan Ak-Alatsja 3 op het afgelegen Oekokplateau. 
Door archeologen worden de mensen van de Pazyrykcultuur meest als "Altaj-Scythen" bestempeld, omdat hun cultuur herinnert aan die van de nabij wonende Saken en andere Scythen. Lokaal worden ze voorafgegaan door de Karakolcultuur, die door veel wetenschappers als proto-Samojeeds wordt beschouwd. DNA-onderzoek lijkt erop te wijzen dat de cultuur genetisch gezien sterk overeenkomt met de Nenetsen en Selkoepen, die nu in het noorden van Siberië wonen, en niet met de Mongoloïde Altaj die nu in het gebied wonen. Wegens het ontbreken van schriftelijke overleveringen kan men ze echter niet met zekerheid etnisch of taalkundig indelen.

schematische weergave van koergan 5 met schacht van grafrovers en ijslens
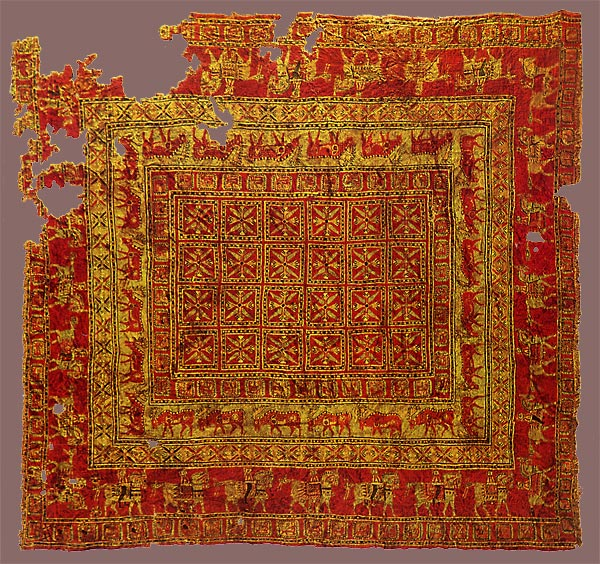
Het Pazyryktapijt
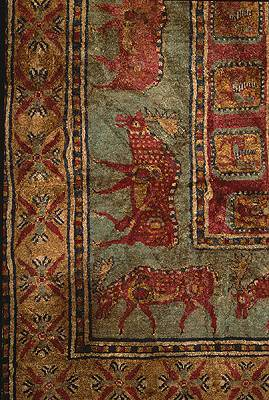
Detail van het Pazyryktapijt
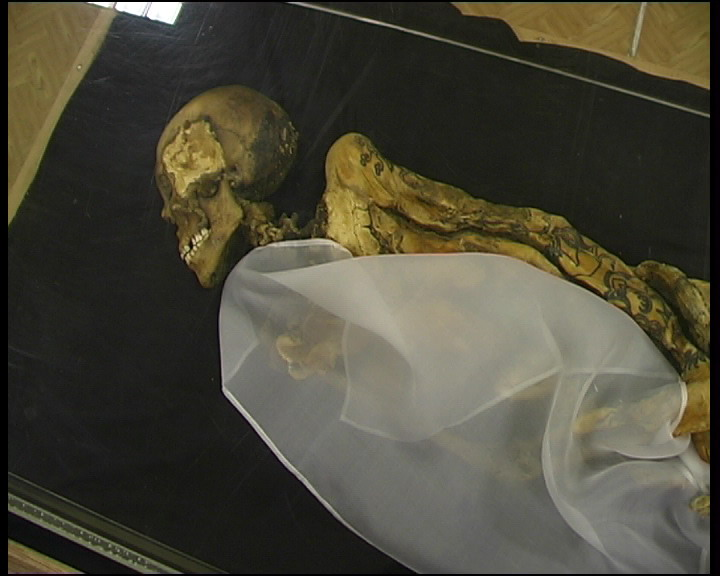
Getatoeëerde mummie van de "Oekokprinses"